# Det tyrkiske mindretal i Tyskland
Det tyrkiske mindretal i Tyskland er mennesker, der bor i Tyskland, men som er tyrkiske statsborgere, eller hvis forfædre kom fra Tyrkiet. Mange har tysk eller dobbelt statsborgerskab. I officielle statistikker refererer begrebet "tyrkere i Tyskland" (tysk: Türken in Deutschland) til tyrkiske statsborgere i Tyskland. Derudover findes det flertydige begreb tysktyrkere (tysk: Deutschtürken). Omkring tre millioner mennesker i Tyskland har familiære eller religiøse rødder i Tyrkiet.
I Tyrkiet kaldes disse mennesker for alamancılar eller gurbetçiler.

## Kulturel betydning
Der er lavet adskillige skønlitterære værker omhandlende det tyrkiske mindretal.

### Film
- 300 Worte Deutsch
- 3 Türken und ein Baby
- Türkisch für Anfänger
- Meine verrückte türkische Hochzeit
- Der Hodscha und die Piepenkötter

### Tv-serier
- Türkisch für Anfänger

### Bøger
- Der Hodscha und die Piepenkötter